# الحسن الحسيني
الحسن الحسيني (بالفرنسية: El Hassan Lahssini)‏ (ولد في 1 يناير 1975 في تمارة في المغرب) هو عداء فرنسي، متخصص في المسافات الطويلة.فاز في بطولة أوروبا للعدو الريفي عام 2003 وحصل على الفضية في 2001 و 2002، والبرونزية في .2007.

## إنجازات
مزداد في 1 يناير 1975 بتمارة المغرب عداء فرنسي من أصل مغربي شارك مع المغرب في عدة بطولات قارية وعا لمية قبل ان يحصل الجنسية الفرنسية سنة 2000
حصل على الميدلية الفضية في بطولة العالم للعدو الريفي للفرق سنة 1997 والفضية في سباق 5000م في الألعاب المتوسطية في نفس السنة
احتل المرتبة السابعة في بطولة العالم لسباق 5000م
فاز ببطولة العالم للعدو الريفي سنة 1999 واحتل المرتبة 9 أول عربي ومغربي
فاز ببطولة فرنسا للعدو الريفي ثلاتة مرات سنة 1998 و 1999و2004
حصل على بطولة أوروبا للفرق في العدو أو سباق
الضاحية سنة 2002
افظل ارقامه
في 1500م 3'38'84
في3000م 7'30'52
في 5000م 13'04'32
في 10000م27'50'56
في المراتون 2ساعتين 10´
مسيرته
بداء الحسن لحسيني مسيرته الرياضية مع ألعاب القوى سنة 1999 بمدينة سلا حيت تمكن من الفوز بعدة بطولات وحقق عدة ارقام وطنية في 1500و رقم عالمي لاقل من 17سنة في 3000م
في سنة 1991 التحق بتانوية الأبطال من اجل الدراسة ومتابعة مشواره الرياضي حت حصل على شهادة الباكالوريا سنة 2004
بعدها التحق بالمدرسة العليا لتكون الأساتذة في التربية البدنية بالدار البيضاء
تخلى عن الدراسة سنة 1995 للتفرغ لمشواره الرياضي لانه تلقى كتير من التشجيع والدعم المعنوي من عدة ابطال وخبراء ألعاب القرى ابرزهم البطل العالمي والأسطورة سعيد عويطة كخلف له
بعد سنة من الاحتراف حقق ارقام كبيرة في السباقات المتوسطة 3000م و5000م مكنته من احتلال مراتب جد متقدمة في الملتقيات الكبرى والبطولات العالمية إلى سنة 2000.
في سنة 2003 خاد أول تجربة له في سباق المارتون حيت فاز بمارطون البندقية بايطاليا وحقق توقيت جيد 2 سا عتين و11 دقيقة مكنه من خوض سباق الألعاب الأولمبية بأثينا سنة 2004
حقق عدة ألقاب في سباق المارثون والعدو الريفي بعدها الرتبة التالتة في مارتون امستردام والفوز ببطولة فرنسا تلات مرات لسباق 10000م
في سنة 2010 ختم مسيرته الناجحة في ألعاب القوى بفوزه بالميدلية الفضية قي بطولة فرنسا للمارطون
نشاطه بعد الاعتزال.
بعد اعتزاله مباشرة عين مستشارا ومدربا في نادي مدينة اليس الذي حمل قميصه لمذة 20 سنة حيت بقي مخلصا لهذا النادي في سنة 2014 انتخب خعضو مسير للنادي بعدها عين مسؤولا عن الفريق الأول للنادي وحصل معه على المرتبة التالتة لبطولة أوروبا للأندية في العدو الريفي سنة 2015 بعدما فاز ببطولة فرنسا
فاز من جديد مع ناده بالمرتبة الأولى في بطولة أوروبا للعدو الريفي للأندية البطلة سنة 2016
و بطولة فرنسا للعدو الريفي سنة 2016 للفرق.
حصل عَل شهاة التدريب الدرجة اولى في التدريب في ألعاب القوى للمسافات المتوسطة والطويلة
شارك في عدة محاضرات وملتقيات للتكوين والتسيير.